# Vagabonds imaginaires
Pour plus de détails, voir Fiche technique et Distribution.
Vagabonds imaginaires est un film français, réalisé en 1949 par Alfred Chaumel  et Jacques Dufilho, sorti en 1950. 

## Thème
Jean-Louis Barrault, Charles Dullin et Roger Blin disent chacun un poème. Les acteurs n'apparaissent pas à l'écran.

## Fiche technique
- Titre : Vagabonds imaginaires
- Réalisation : Alfred Chaumel et Jacques Dufilho
- Photographie : Roger Moride et Henri Tiquet
- Production : Franfilmdis
- Pays d'origine :  France
- Genre : documentaire
- Durée : 62 minutes
- Date de sortie : France - 26 avril 1950

## Récitants, œuvres et auteurs
- Jean-Louis Barrault : le récitant dans Le Bateau ivre d'Arthur Rimbaud
- Charles Dullin : le récitant dans Les Étoiles d'Alphonse Daudet
- Roger Blin : le récitant dans Les Amours jaunes de Tristan Corbière
- Jacques Dufilho : le berger dans Les Amours jaunes
- Jeannette Pico : Stéphanette dans Les étoiles
- Simon Gantillon : le jeune homme dans Le Bateau ivre

## Autour du film
- L'intervention de Jacques Dufilho en tant que coréalisateur concerne la partie du film consacrée au conte d'Alphonse Daudet Les Étoiles.